# Jürgen Wegmann
Jürgen „Kobra“ Wegmann (* 31. März 1964 in Essen-Borbeck) ist ein ehemaliger deutscher Fußballspieler, der auf der Position des Mittelstürmers gespielt hat. 1989 wurde er mit dem FC Bayern München Deutscher Meister. Seinen Spitznamen „Kobra“ erhielt er wegen seiner Aussage: „Ich bin giftiger wie die giftigste Schlange.“

## Karriere

### Vereine
Wegmann ist in Essen geboren und aufgewachsen. Sein Vater meldete ihn mit fünf Jahren bei Wacker Bergeborbeck an. Er durchlief ab der C-Jugend die Nachwuchsmannschaften bei Rot-Weiss Essen und erzielte nach eigenen Aufzeichnungen in der Jugend 377 Treffer.

#### RW Essen
Bei RW Essen erhielt Wegmann einen Lizenzspielervertrag, sein erster Einsatz als Profi war am 6. März 1982 (26. Spieltag). Beim 4:1-Heimerfolg über den SC Fortuna Köln erzielte er nach drei Minuten sein erstes Profi-Tor zum 1:0. In den ersten drei Spielzeiten in der 2. Bundesliga war er in 65 Spielen 32-mal erfolgreich.

#### Borussia Dortmund
In der Winterpause der Saison 1984/85 wechselte er für 1 Million DM Ablöse zum Erstligisten Borussia Dortmund. Die Saison 1985/86 beendete der BVB als 16. und damit Drittletzter der Bundesliga. Aufgrund dieser Platzierung mussten zwei Relegationsspiele gegen den Zweitligadritten ausgetragen werden, in diesem Fall SC Fortuna Köln. Die Borussia verlor das Hinspiel in Köln mit 0:2 und lag im Rückspiel zu Hause zur Halbzeit mit 0:1 zurück. In der zweiten Halbzeit konnte Dortmund das Spiel drehen und mit 2:1 in Führung gehen, doch hätte dieses Ergebnis den Abstieg des BVB bedeutet. Wegmann erzielte schließlich in der letzten Spielminute das 3:1, wodurch der BVB in der Addition beider Spiele ausgleichen konnte. Damit musste ein Entscheidungsspiel ausgetragen werden, das der BVB in Düsseldorf mit 8:0 gewann.
Borussia Dortmund verewigte Wegmann dafür mit einem Stern auf dem BVB Walk of Fame.

#### Schalke 04
Zum Zeitpunkt der Relegationsspiele mit Dortmund stand sein Wechsel zum Ligakonkurrenten FC Schalke 04 zur Saison 1986/87 für eine Ablösesumme von 1,35 Millionen DM bereits fest. Mit Schalke wurde er 13. und erzielte zehn Tore in 28 Spielen, was ihm zum besten Torschützen der Knappen machte. Sein letztes Spiel für Schalke bestritt er in München bei den Bayern, die mit einem 1:0-Sieg ihren zweiten Meisterschafts-Hattrick unter Trainer Udo Lattek vollendeten.

#### FC Bayern München
Zur darauf folgenden Saison wechselte er für eine Ablösesumme von 2 Millionen DM zum FC Bayern München, mit dem er zu Beginn der neuen Saison den erstmals ausgetragenen DFB-Supercup gewann. Im Finale dieses Wettbewerbs gegen den Hamburger SV erzielte er beim 2:1-Sieg beide Tore der Bayern. Nach seinem zweiten Treffer in der 87. Minute streckte ihn HSV-Torwart Uli Stein mit einem Faustschlag nieder und wurde darauf des Platzes verwiesen. Nach der Vizemeisterschaft 1988 hinter dem SV Werder Bremen wurde er mit den Bayern 1989 auch Deutscher Meister. In seinen beiden Jahren bei Bayern unter Trainer Jupp Heynckes war er mit jeweils 13 Ligatreffern vereinsintern der zweitbeste Torschütze hinter Lothar Matthäus bzw. Roland Wohlfarth, die ihrerseits je 17 Tore erzielten. Ein persönlicher Höhepunkt Wegmanns war das Tor am 26. November 1988 per Seitfallzieher zum 1:0-Sieg gegen den 1. FC Nürnberg, das später zum Tor des Jahres gewählt wurde.

#### Borussia Dortmund
Im Sommer 1989 kehrte Wegmann für eine Ablösesumme von 1,95 Millionen DM für vier Spielzeiten zu Borussia Dortmund zurück. In den ersten beiden Saisons kam er regelmäßig zum Einsatz, in 45 Ligaspielen erzielte er acht Tore. In den letzten beiden Saisons stand er verletzungsbedingt nur jeweils einmal auf dem Platz.

#### Karriereausklang
In der Winterpause der Saison 1992/93 wechselte Wegmann zum Zweitligisten MSV Duisburg, für den er in sieben Spielen zweimal traf. Danach kehrte er zu Rot-Weiss Essen, ebenso in der 2. Bundesliga, zurück. Nach dem Abstieg mit Essen spielte er noch eine Saison in der damals drittklassigen Regionalliga.
1995 wurde Wegmann für die symbolische Ablösesumme von einer Mark vom Zweitligisten 1. FSV Mainz 05 verpflichtet, der ihn jedoch nur in einem einzigen Testspiel einsetzen konnte. Eine weitere schwere Verletzung in diesem Spiel sorgte für die vorzeitige Vertragsauflösung und Wegmanns Karriereende.
In 203 Bundesligaspielen erzielte Wegmann 69 und in 77 Zweitligaspielen 34 Tore.

### Nationalmannschaft
Zwischen 1984 und 1985 spielte Wegmann viermal für die U-21-Nationalmannschaft; sein Debüt gab er am 27. März 1984 in Osnabrück beim 1:1-Unentschieden gegen die Sowjetunion. Es folgten die Spiele gegen Griechenland (0:0, am 17. April), Schottland (1:2, am 11. September) und 1985 gegen Portugal (1:2, am 23. Februar).

## Nach der Karriere
Lange Jahre arbeitete Wegmann im Fanshop von Borussia Dortmund. Nach Ende dieser Anstellung berichtete die Bild: „So lebt der Torheld allein und von Hartz IV im Pott.“ Daraufhin vermittelte Bayern-Manager Uli Hoeneß Wegmann von April 2008 bis September 2012 eine Stelle als Sicherheitsmann für den Fanartikelshop des FC Bayern im CentrO Oberhausen. Aus Gesundheitsgründen musste Wegmann später diese Beschäftigung aufgeben, da er nicht mehr lange stehen konnte.
Wegmann lebt heute von Berufsunfähigkeitsrente in seiner Heimatstadt Essen. 2025 wurde seine finanzielle Situation in der Sat.1-Sendung Über Geld spricht man doch thematisiert.